# سوفی مخیان
سوفی مخیان (ارمنی: Սոֆի Մխեյան; انگلیسی: Sofi Mkheyan زاده ۸ آوریل ۱۹۸۴) خواننده اهل ارمنستان است.
اولین آلبوم وی با عنوان «Kyanqe Qo» شامل ۱۰ ترانه شامل "دوست من"، "عشق"، "به چشمان بنگر"، یک دوئت همراه سیروشو با عنوان "لایق است"  توسط DerHova تهیه و منشر شد. ترانه "Ore Yev Nerkan"برنده جایزه در جوایز ملی ارمنستان در سال ۲۰۰۷ شد. دومین آلبوم خویش تحت عنوان "فروغی در تاریکی"  را در تاریخ ۲۵ سپتامبر ۲۰۰۹ در ارمنستان منشر نمود که حاوی ۱۲ آهنگ بود.

## آلبوم‌شناسی
- Kyanqe Qo (2008)
- Luys Khavarum (2009)

## فیلم‌شناسی
- ۲۰۱۵ - حس ششم (هنرپیشه میهمان)

## یادداشت
1. ↑  Im Enger
2. ↑  Ser
3. ↑  Nayir Im Achkerin
4. ↑  Arjani E
5. ↑  Luys Khavarum